# 富山縣公安委員會
富山縣公安委員會（日语：／ Toyamaken kō'an-i'inkai */?）是由富山縣知事所轄，負責管理富山縣警察的行政委員會，由3名委員組成。

## 介绍
公安委员会制度的创立，旨于通过选拔民意代表来管理警察，确保警察的民主管理和政治中立。委员会成员由富山县知事提名，经富山县议会同意后上任，每任任期3年，最多连任两次。委员长由三名委员互相选举产生，任期1年。富山县公安委员会虽然是负责管理富山县警察的机构，但是并不能在具体的警察行动中直接行使指挥、监督权力，需经由富山县警察本部长来间接管理富山县警察。

## 委員
- 委員長[2]
  - 神川康子
- 委員[2]
  - 麦野英順
  - 林和夫

## 下部組織
- 富山縣警察

## 外部連結
- 富山県公安委員会 （页面存档备份，存于）